# کورت بتشارت
کورت بتشارت (انگلیسی: Kurt Betschart؛ زادهٔ ۲۵ اوت ۱۹۶۸) دوچرخه‌سوار اهل سوئیس است.
وی در مسابقات کشوری و بین‌المللی در مجموع برندهٔ ۱ مدال طلا، ۲ مدال نقره، ۵ مدال برنز شده‌است.